# David Darlow (Filmproduzent)
David Walter Darlow (* Januar 1942) ist ein britischer Filmproduzent und Filmregisseur, der überwiegend im Bereich des Dokumentarfilms tätig war.

## Leben
Darlow war seit den 1970er als Produzent von Dokumentarfilmen und -serien tätig. Er wirkte zunächst für die BBC. Sein Versuch, 1972 für die BBC eine Dokumentation über das Verschwinden des britischen Kampftauchers Lionel Crabb zu produzieren, führte zu einem Disput mit dem britischen Verteidigungsministerium. Gelegentlich übernahm Darlow auch die Regie der Produktionen, so unter anderem beim Dokumentarfilm The Sword of Islam (1987) oder beim Fernsehfilm Todesflug KAL 007 (1989).
Gemeinsam mit John Smithson war er 1988 Co-Gründer des Fernsehproduktionsunternehmen Darlow Smithson Productions. Im Juni 2002 übernahm Smithson die volle Kontrolle und erwarb Darlows 50 % Unternehmensanteil. Einen Monat später verließ Darlow das Unternehmen.
Im Jahr 2000 gewann er für die Episode Decoding Nazi Secrets der Dokumentarserie Nova einen News & Documentary Emmy Award in der Kategorie Outstanding Background/Analysis of a Single Current Story – Programs; im Jahr zuvor war bei der Verleihung in der Kategorie Outstanding Investigative Journalism – Programs für eine Episode der Dokumentarserie Survival in the Sky nominiert.

## Filmografie (Auswahl)
Produzent
- 1979–1981: Panorama (Dokumentarserie, 7 Episoden)
- 1982–1985: World in Action (Dokumentarserie, 13 Episoden)
- 1992–1994: Everyman (Dokumentarserie, 4 Episoden)
- 1998: Crash (Dokumentar-Dreiteiler)
- 1996–1998: Black Box (Dokumentarserie, 6 Episoden)
- 1998: Survival in the Sky (Dokumentarserie, 1 Episode)
- 1999: Station X (Dokumentarserie, 4 Episoden)
- 2004: Innovation: Life, Inspired (Dokumentarserie, 1 Episode)
- 2005: Mayday – Alarm im Cockpit (Air Crash Investigation, Dokumentarserie, 8 Episoden)

Executive Producer
- 1999: Nova (Dokumentarserie, 1 Episode)
- 2000: Equinox (Dokumentarserie, 1 Episode)
- 2001: Science and the Swastika (Dokumentarserie, 4 Episoden)
- 2001: Going Critical (Dokumentarserie, 1 Episode)
- 2002: Superstructures of America (Dokumentarserie, 2 Episoden)
- 2002: Lost Worlds (Dokumentarserie, 1 Episode)
- 2005: Mayday – Alarm im Cockpit (Air Crash Investigation, Dokumentarserie, 5 Episoden)
- 2005, 2012: Sekunden vor dem Unglück (Seconds from Disaster, Dokumentarserie, 4 Episoden)

Regisseur
- 1987: The Sword of Islam (Dokumentarfilm)
- 1989: Todesflug KAL 007 (Coded Hostile / Tailspin: Behind the Korean Airliner Tragedy, Fernsehfilm)
- 1994: In Suspicious Circumstances (Fernsehfilm, 2 Episoden)
- 1996: Survival in the Sky (Dokumentar-Dreiteiler)
- 1998: Crash (Dokumentar-Dreiteiler)
- 2004: Innovation: Life, Inspired (Dokumentarserie, 1 Episode)